# Singaraja
Singaraja è la sede della reggenza di Bululeng, a Bali, Indonesia. Il nome significa in Indonesiano Re Leone.Si trova sulla costa settentrionale dell'isola, nei pressi di Lovina. Occupa una superficie di 27.98 km² ed ospita una popolazione di 80500 persone.
Singaraja era il centro amministrativo per Bali e le Piccole Isole della Sonda all'interno delle Indie orientali olandesi sino al 1953, nonché il porto di sbarco per la maggior parte dei visitatori fino allo sviluppo della zona della penisola di Bukit nel Sud dell'isola. Anche i Giapponesi la utilizzarono come base durante il loro dominio sulla zona.
Gedong Kirtya, poco più a sud del centro della città, è l'unica biblioteca contenente manoscritti lontari (antichi e sacri testi scritti su foglie di una particolare palma: Borassus flabellifer) al mondo.

## Amministrazione

### Gemellaggi
Singaraja è gemellata con le seguenti località:
| - Bacolod City, Filippine - Andong, Corea del Sud |